# تشارلز ر. بوردمان
تشارلز ر. بوردمان (بالإنجليزية: Charles R. Boardman)‏ هو محرر أمريكي، ولد في 28 أكتوبر 1860، وتوفي في 5 أبريل 1950.